# Julio Cruz
Julio Ricardo Cruz (Santiago del Estero, 10 ottobre 1974) è un ex calciatore argentino, di ruolo attaccante.

## Biografia
Durante l'attività agonistica, era soprannominato El Jardinero ("Il giardiniere"). Nel 2014 si candidò come sindaco della città argentina di Lomas de Zamora, nella provincia di Buenos Aires. Possiede una fazenda di nome La Lorenita, dedicato al nome della moglie Lorena, ex giocatrice di tennis.
Il figlio Juan Manuel ha intrapreso anch'egli la carriera di calciatore.
Nel marzo 2025 entra a far parte della squadra di opinionisti di Amazon Prime Video in occasione della gara di andata degli ottavi di Champions League Feyenoord-Inter, entrambe sue ex squadre.

## Caratteristiche tecniche
Era un centravanti abile nel gioco aereo e capace di segnare anche su calcio piazzato. Spesso da subentrante trovava la via del gol.

## Carriera

### Club

#### Banfield e River Plate
Iniziò a giocare nel Banfield, con cui disputò un campionato giovanile arrivando anche all'esordio professionistico. Giocò una stagione nel River Plate, vincendo tra l'altro Apertura 1996 e Clausura 1997 nel campionato argentino. In quest'ultimo, realizzò 10 reti, divenendone vice capocannoniere alle spalle del solo Gustavo Reggi.

#### Feyenoord
Nel 1997 approdò nel calcio europeo: fu infatti acquistato dal Feyenoord. Fece il suo esordio nell'agosto dello stesso anno alla prima giornata di Eredivisie, subentrando al minuto 72 nella vittoria esterna per 3-0 contro il MVV Maastricht. Nei Paesi Bassi vinse il campionato e la supercoppa nazionali, debuttando anche in Champions League. Con la maglia biancorossa realizzò anche il suo primo gol nella massima competizione europea, siglando il 2-0 finale contro il Košice nell'ottobre 1997. Ebbe, per altro, una media superiore a una rete ogni 2 presenze (44 gol in 86 partite).

#### Bologna
Nel 2000 si trasferì al Bologna, dove rimase per tre stagioni e si fece notare per alcuni gol importanti. La prima rete italiana arrivò nel 5-1 esterno contro il Napoli di Zeman, suo infatti il quinto gol al minuto 93. Chiuse la sua prima stagione bolognese con 7 gol in 27 partite.

#### Inter e Lazio

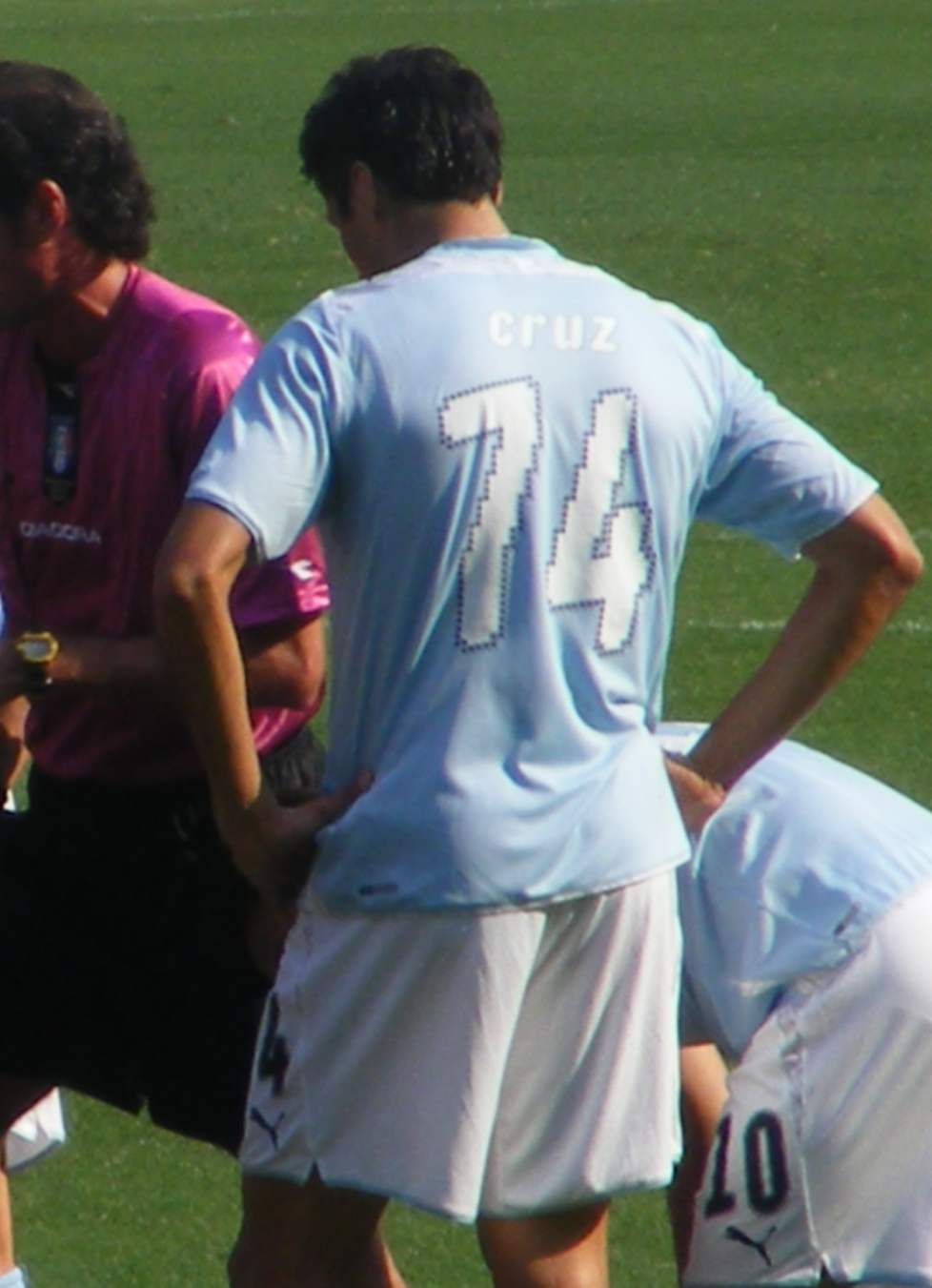
Cruz (di spalle, con il numero 74) alla Lazio, durante la gara interna contro il Palermo del 27 settembre 2009

Nel 2003 firmò per l'Inter, sostituendo Crespo. Fu acquistato per 9,5 milioni di euro. Alla seconda gara con la squadra, segnò in Champions League contro l'Arsenal. Anche in nerazzurro si rivelò spesso decisivo da subentrante, segnando vari gol decisivi. Con i nerazzurri vinse 4 campionati, 3 Supercoppe italiane e 2 Coppe Italia.
Alla scadenza del contratto con l'Inter passò alla Lazio. Vinse subito la Supercoppa italiana a Pechino, proprio contro la sua ex formazione, ma segnò solo 4 gol in campionato, in una stagione contrassegnata da alcuni infortuni. Nella primavera del 2010 annunciò il suo ritiro dal calcio, decisione confermata in estate.

### Nazionale
Il 2 aprile 1997 fece il suo esordio con la Nazionale argentina, contro la Bolivia durante le Qualificazioni per il Mondiale 1998. Il 9 giugno 1999 realizzò il suo primo gol in amichevole contro il Messico (2-2 finale). Prese parte ai Mondiali 2006 senza incidere. Al suo attivo anche la convocazione per la Copa América 1997. Il suo ultimo match in maglia albiceleste avvenne nel giugno 2008, a Belo Horizonte, contro il Brasile durante le Qualificazioni al campionato mondiale 2010, incontro conclusosi sullo 0-0. Conta 22 presenze e 3 reti in undici anni di nazionale.

## Statistiche

### Presenze e reti nei club
Statistiche aggiornate al 25 aprile 2010.
| Stagione         | Squadra          | Campionato       | Campionato | Campionato | Coppe nazionali | Coppe nazionali | Coppe nazionali | Coppe continentali | Coppe continentali | Coppe continentali | Altre coppe | Altre coppe | Altre coppe | Totale | Totale |
| Stagione         | Squadra          | Comp             | Pres       | Reti       | Comp            | Pres            | Reti            | Comp               | Pres               | Reti               | Comp        | Pres        | Reti        | Pres   | Reti   |
| ---------------- | ---------------- | ---------------- | ---------- | ---------- | --------------- | --------------- | --------------- | ------------------ | ------------------ | ------------------ | ----------- | ----------- | ----------- | ------ | ------ |
| 1993-1994        | Banfield         | PD               | 5          | 0          | -               | -               | -               | -                  | -                  | -                  | -           | -           | -           | 5      | 0      |
| 1994-1995        | Banfield         | PD               | 26         | 6          | -               | -               | -               | -                  | -                  | -                  | -           | -           | -           | 26     | 6      |
| 1995-1996        | Banfield         | PD               | 33         | 10         | -               | -               | -               | -                  | -                  | -                  | -           | -           | -           | 33     | 10     |
| gen.-lug. 1996   | Banfield         | PD               | 1          | 0          | -               | -               | -               | -                  | -                  | -                  | -           | -           | -           | 1      | 0      |
| Totale Banfield  | Totale Banfield  | Totale Banfield  | 65         | 16         |                 | -               | -               |                    | -                  | -                  |             | -           | -           | 65     | 16     |
| lug. 1996-1997   | River Plate      | PD               | 29         | 17         | -               | -               | -               | CL                 | 5                  | 1                  | CInt        | 1           | 0           | 35     | 18     |
| 1997-1998        | Feyenoord        | ED               | 27         | 14         | CO              | 4               | 2               | UCL                | 6                  | 3                  | -           | -           | -           | 37     | 19     |
| 1998-1999        | Feyenoord        | ED               | 29         | 15         | CO              | 3               | 0               | CU                 | 2                  | 0                  | -           | -           | -           | 34     | 15     |
| 1999-2000        | Feyenoord        | ED               | 30         | 15         | CO              | 1               | 0               | UCL                | 8                  | 3                  | SO          | 1           | 0           | 40     | 18     |
| ago.-set. 2000   | Feyenoord        | ED               | -          | -          | CO              | -               | -               | UCL                | 1                  | 0                  | -           | -           | -           | 1      | 0      |
| Totale Feyenoord | Totale Feyenoord | Totale Feyenoord | 86         | 44         |                 | 8               | 2               |                    | 17                 | 6                  |             | 1           | 0           | 112    | 52     |
| 2000-2001        | Bologna          | A                | 27         | 7          | CI              | 1               | 0               | -                  | -                  | -                  | -           | -           | -           | 28     | 7      |
| 2001-2002        | Bologna          | A                | 33         | 10         | CI              | 3               | 2               | -                  | -                  | -                  | -           | -           | -           | 36     | 12     |
| 2002-2003        | Bologna          | A                | 28         | 10         | CI              | 1               | 0               | Int.               | 6                  | 1                  | -           | -           | -           | 35     | 11     |
| Totale Bologna   | Totale Bologna   | Totale Bologna   | 88         | 27         |                 | 5               | 2               |                    | 6                  | 1                  |             | -           | -           | 99     | 30     |
| 2003-2004        | Inter            | A                | 21         | 7          | CI              | 4               | 3               | UCL+CU             | 6+4                | 1+0                | -           | -           | -           | 35     | 11     |
| 2004-2005        | Inter            | A                | 18         | 5          | CI              | 6               | 2               | UCL                | 8                  | 2                  | -           | -           | -           | 32     | 9      |
| 2005-2006        | Inter            | A                | 31         | 15         | CI              | 8               | 2               | UCL                | 7                  | 4                  | SI          | 0           | 0           | 45     | 21     |
| 2006-2007        | Inter            | A                | 15         | 7          | CI              | 4               | 2               | UCL                | 4                  | 3                  | SI          | 0           | 0           | 23     | 12     |
| 2007-2008        | Inter            | A                | 28         | 13         | CI              | 3               | 4               | UCL                | 6                  | 2                  | SI          | 1           | 0           | 38     | 19     |
| 2008-2009        | Inter            | A                | 17         | 2          | CI              | 1               | 0               | UCL                | 5                  | 1                  | SI          | 0           | 0           | 23     | 3      |
| Totale Inter     | Totale Inter     | Totale Inter     | 130        | 49         |                 | 26              | 13              |                    | 40                 | 13                 |             | 1           | 0           | 197    | 75     |
| 2009-2010        | Lazio            | A                | 25         | 4          | CI              | 0               | 0               | UEL                | 4                  | 0                  | SI          | 1           | 0           | 30     | 4      |
| Totale carriera  | Totale carriera  | Totale carriera  | 423        | 157        |                 | 39              | 17              |                    | 72                 | 21                 |             | 4           | 0           | 538    | 195    |

### Cronologia presenze e reti in nazionale
| Cronologia completa delle presenze e delle reti in nazionale ― Argentina | Cronologia completa delle presenze e delle reti in nazionale ― Argentina | Cronologia completa delle presenze e delle reti in nazionale ― Argentina | Cronologia completa delle presenze e delle reti in nazionale ― Argentina | Cronologia completa delle presenze e delle reti in nazionale ― Argentina | Cronologia completa delle presenze e delle reti in nazionale ― Argentina | Cronologia completa delle presenze e delle reti in nazionale ― Argentina | Cronologia completa delle presenze e delle reti in nazionale ― Argentina |
| Data                                                                     | Città                                                                    | In casa                                                                  | Risultato                                                                | Ospiti                                                                   | Competizione                                                             | Reti                                                                     | Note                                                                     |
| ------------------------------------------------------------------------ | ------------------------------------------------------------------------ | ------------------------------------------------------------------------ | ------------------------------------------------------------------------ | ------------------------------------------------------------------------ | ------------------------------------------------------------------------ | ------------------------------------------------------------------------ | ------------------------------------------------------------------------ |
| 2-4-1997                                                                 | La Paz                                                                   | Bolivia                                                                  | 2 – 1                                                                    | Argentina                                                                | Qual. Mondiali 1998                                                      | -                                                                        |                                                                          |
| 11-6-1997                                                                | Cochabamba                                                               | Ecuador                                                                  | 0 – 0                                                                    | Argentina                                                                | Coppa America 1997 - 1º turno                                            | -                                                                        | 61’                                                                      |
| 14-6-1997                                                                | Cochabamba                                                               | Argentina                                                                | 2 – 0                                                                    | Cile                                                                     | Coppa America 1997 - 1º turno                                            | -                                                                        | 70’                                                                      |
| 17-6-1997                                                                | Cochabamba                                                               | Paraguay                                                                 | 1 – 1                                                                    | Argentina                                                                | Coppa America 1997 - 1º turno                                            | -                                                                        | 54’                                                                      |
| 21-6-1997                                                                | Sucre                                                                    | Argentina                                                                | 1 – 2                                                                    | Perù                                                                     | Coppa America 1997 - Quarti di finale                                    | -                                                                        |                                                                          |
| 9-6-1999                                                                 | Chicago                                                                  | Argentina                                                                | 2 – 2                                                                    | Messico                                                                  | Amichevole                                                               | 1                                                                        |                                                                          |
| 13-6-1999                                                                | Washington                                                               | Stati Uniti                                                              | 1 – 0                                                                    | Argentina                                                                | Amichevole                                                               | -                                                                        |                                                                          |
| 15-11-2000                                                               | Santiago del Cile                                                        | Cile                                                                     | 0 – 2                                                                    | Argentina                                                                | Qual. Mondiali 2002                                                      | -                                                                        |                                                                          |
| 28-2-2001                                                                | Roma                                                                     | Italia                                                                   | 1 – 2                                                                    | Argentina                                                                | Amichevole                                                               | -                                                                        |                                                                          |
| 7-10-2001                                                                | Asunción                                                                 | Paraguay                                                                 | 2 – 2                                                                    | Argentina                                                                | Qual. Mondiali 2002                                                      | -                                                                        |                                                                          |
| 8-11-2001                                                                | Buenos Aires                                                             | Argentina                                                                | 2 – 0                                                                    | Perù                                                                     | Qual. Mondiali 2002                                                      | -                                                                        |                                                                          |
| 14-11-2001                                                               | Montevideo                                                               | Uruguay                                                                  | 1 – 1                                                                    | Argentina                                                                | Qual. Mondiali 2002                                                      | -                                                                        |                                                                          |
| 13-2-2002                                                                | Cardiff                                                                  | Galles                                                                   | 1 – 1                                                                    | Argentina                                                                | Amichevole                                                               | 1                                                                        |                                                                          |
| 12-11-2005                                                               | Ginevra                                                                  | Argentina                                                                | 2 – 3                                                                    | Inghilterra                                                              | Amichevole                                                               | -                                                                        |                                                                          |
| 16-11-2005                                                               | Doha                                                                     | Qatar                                                                    | 0 – 3                                                                    | Argentina                                                                | Amichevole                                                               | 1                                                                        |                                                                          |
| 21-6-2006                                                                | Francoforte                                                              | Paesi Bassi                                                              | 0 – 0                                                                    | Argentina                                                                | Mondiali 2006 - 1º turno                                                 | -                                                                        |                                                                          |
| 30-6-2006                                                                | Berlino                                                                  | Germania                                                                 | 1 – 1 dts (4 – 2 dtr)                                                    | Argentina                                                                | Mondiali 2006 - Quarti di finale                                         | -                                                                        |                                                                          |
| 26-3-2008                                                                | Il Cairo                                                                 | Egitto                                                                   | 0 – 2                                                                    | Argentina                                                                | Amichevole                                                               | -                                                                        |                                                                          |
| 4-6-2008                                                                 | San Diego                                                                | Argentina                                                                | 4 – 1                                                                    | Messico                                                                  | Amichevole                                                               | -                                                                        |                                                                          |
| 8-6-2008                                                                 | San Diego                                                                | Stati Uniti                                                              | 0 – 0                                                                    | Argentina                                                                | Amichevole                                                               | -                                                                        |                                                                          |
| 15-6-2008                                                                | Buenos Aires                                                             | Argentina                                                                | 1 – 1                                                                    | Ecuador                                                                  | Qual. Mondiali 2010                                                      | -                                                                        |                                                                          |
| 18-6-2008                                                                | Belo Horizonte                                                           | Brasile                                                                  | 0 – 0                                                                    | Argentina                                                                | Qual. Mondiali 2010                                                      | -                                                                        |                                                                          |
| Totale                                                                   |                                                                          | Presenze                                                                 | 22                                                                       |                                                                          | Reti                                                                     | 3                                                                        |                                                                          |

## Palmarès

### Club
- Campionato argentino: 2

River Plate: Apertura 1996, Clausura 1997
- Campionato olandese: 1

Feyenoord: 1998-1999
- Supercoppa dei Paesi Bassi: 1

Feyenoord: 1999
- Coppa Italia: 2

Inter: 2004-2005, 2005-2006
- Supercoppa italiana: 4

Inter: 2005, 2006, 2008
Lazio: 2009
- Campionato italiano: 4

Inter: 2005-2006, 2006-2007, 2007-2008, 2008-2009

### Individuale
- Capocannoniere della Coppa Italia: 1

2007-2008 (4 gol a pari merito con Vincenzo Iaquinta e Mario Balotelli)